# Antoine-Charles de Ganay
Antoine-Charles de Ganay (1er février 1769, château de Visigneux - 26 décembre 1849, château de Visigneux) est un officier général et homme politique français.

## Biographie
Fils de Paul-Louis de Ganay, ancien capitaine au régiment de Lorraine, chevalier de l'ordre de Saint-Louis et gouverneur en survivance de la ville et château d'Autun, et d'Anne-Marie-Thérèse Gravier de Vergennes (fille de l'ambassadeur Jean, marquis de Vergennes, et nièce du ministre Charles Gravier de Vergennes), il suivit la carrière des armes et entra à treize ans dans la compagnie des cadets-gentilshommes de l'École militaire. 
Sous-lieutenant au régiment de Royal-Vaisseaux en 1784, il passa lieutenant, avant d'émigrer avec sa famille en 1790. Il servit d'abord à l'armée des princes, puis comme major aux hussards hollandais de Zimmermann (1794), et ne revint en France qu'après le coup d'État du 18 brumaire, en 1801.

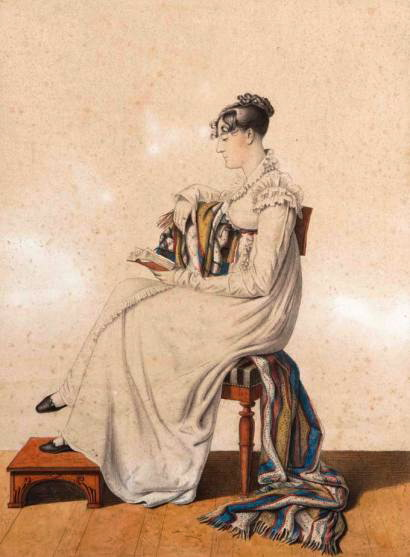
Françoise de Virieu (1776-1870), marquise de Ganay.

Il épousa en 1802 Françoise de Virieu, fille du vicomte Nicolas-Alexandre de Virieu-Beauvoir et de Claudine de Maleteste. Ils auront un fils, Charles-Alexandre de Ganay (en) (1803-1881), ministre plénipotentiaire et collectionneur, qui, marié à la fille du comte James-Alexandre de Pourtalès, sera le père du général Jacques de Ganay.
Nommé conseiller général du canton de Lucenay-l'Évêque en 1810, il fut élu le 9 août de la même année, par le Sénat conservateur, député de Saône-et-Loire au Corps législatif, fit partie de la majorité muette de cette assemblée, puis adhéra (1814) à la déchéance de Napoléon. 
La Restauration le nomma lieutenant-colonel aux mousquetaires gris (1814) et colonel de la légion de l'Yonne et, après le licenciement de ce corps, le fit colonel du 3e régiment de la garde royale (1817). 
Élu député, le 22 août 1815, dans le collège de département de Saône-et-Loire, il appartint à la majorité de la Chambre introuvable ; après avoir obtenu sa réélection le 4 octobre 1816, il siégea au centre, près de la droite, et continua de soutenir le gouvernement et le ministère jusqu'à l'expiration de son mandat. Cette même année, le roi le nomma maréchal de camp. Ganay fit ensuite plusieurs tentatives pour rentrer au parlement; mais il échoua : le 25 février 1824, dans le 3e arrondissement de Saône-et-Loire (Autun) avec 67 voix contre 129 à l'élu Nicolas Serpillon, et, le 10 avril 1828, avec 127 voix contre 136 à l'élu Jean-Pierre Moyne-Petiot.
Il fut créé chevalier de l'ordre de Saint-Louis et commandeur de la Légion d'honneur.

### Sources
- Louis-Gabriel Michaud, Biographie des hommes vivants ou Histoire par ordre alphabétique de la vie publique de tous les hommes qui se sont fait remarquer par leurs actions ou leurs écrits: FA-KU, 1817